# Віллі Шмельхер
Ві́ллі Шме́льхер (нім. Willy Schmelcher, нар.25 жовтня 1894, Еппінген, Гайльбронн — †15 лютого 1974, Саарбрюкен) — німецький будівельний інженер, нацистський політик, группенфюрер СС, генерал-лейтенант поліції, начальник поліційного управління, начальник поліції та СС генеральної округи Чернігів і генеральної округи Житомир.

## Життєпис
У 1911 році Шмельхер успішно закінчив реальне училище (середню школу) в рідному місті Еппінген. З серпня 1914 по вересень 1918 брав участь у Першій світовій війні у складі інженерних військ, а потім до січня 1920 року перебував у британському полоні. Склавши у 1920 році іспит на атестат зрілості у вищому реальному училищі Штутгарта, він вивчав цивільне будівництво у Вищій технічній школі Штутгарта і в 1925 році одержав диплом інженера. У 1927 році Державною екзаменаційною комісією йому було присвоєно кваліфікацію «державний архітектор у галузі цивільного будівництва», після чого Шмельхер працював у кількох будівельних компаніях. Після того, як уже в 1927 році він став фюрером СА, він у 1928 вступив у нацистську партію (членський № 90.783), а також став членом СС (членський № 2648). У 1928—1934 роках він був головою фракції нацистської партії у міській раді Нойштадт-ан-дер-Вайнштрассе. З 1930 р. він одержав звання фюрера СС, а з вересня 1932 по початок липня 1935 року керував 10-м полком СС у Кайзерслаутерні. З 1933 р. Шмельхер був депутатом райхстагу від НСДАП 9-11 скликань від виборчого округу 27 Рейн-Пфальц-Саар. З березня 1935 до 1942 р. був начальником поліційного управління міста Саарбрюкен. З 1940 він був також адміністратором поліції у Меці та керівником цивільної адміністрації в армійському командуванні I.
З 19 листопада 1941 року до 1 липня 1943 р. Шмельхер був начальником поліції та СС Чернігівської генеральної округи, а з 5 травня 1943 до 25 вересня 1943 року працював начальником поліції та СС Житомирської генеральної округи. З 30 грудня 1944 до 8 травня 1945 року він був начальником поліції та СС Вартеланду зі штаб-квартирою у Познані.
З жовтня 1943 до початку травня 1945 Шмельхер був наступником Ганса Вайнрайха на посаді керівника Технічної невідкладної допомоги в Головному управлінні поліції охорони громадського порядку Третього Райху. Після закінчення війни Шмельхер у 1954—1962 роках був співробітником Департаменту цивільної оборони Міністерства внутрішніх справ Саарланду. Він помер у лютому 1974 року в Саарбрюкені.

## Нагороди
- Залізний хрест
  - 2-го класу (21 січня 1916)
  - 1-го класу (5 березня 1918)
- Нагрудний знак «За поранення» в сріблі
- Почесний хрест ветерана війни з мечами
- Золотий партійний знак НСДАП
- Німецька імперська відзнака за фізичну підготовку в золоті
- Кільце «Мертва голова»
- Почесна шпага рейхсфюрера СС
- Медаль «За вислугу років у НСДАП» в бронзі та сріблі (15 років)
- Застібка до Залізного хреста 2-го і 1-го класу
- Хрест Воєнних заслуг 2-го і 1-го класу з мечами